# أبو البركات الحسين الجرجرائي
أبو البركات الحسين بن محمد الجرجرائي كان مسؤولًا فاطميًّا. كان ابن أخ الوزير علي بن أحمد الجرجرائي، وأصبح وزيرًا بنفسه في عام 1048. شغل المنصب لمدة 19 شهرًا قبل أن يُفصل بسبب سلوكه الاستبدادي في شباط 1050 حيث نُفي إلى صور.